# A Week of Garfield
A Week of Garfield (ガーフィールドの一週間 Gāfirudo no Isshukan?) es un videojuego de Family Computer basada en el personaje cómico de Garfield. Fue lanzado 7 de abril de 1989, solamente en Japón, debido a problemas con el uso de la licencia de Garfield en América del Norte y Europa. Es el tercer juego de basada de historietas de Garfield por Jim Davis.

## Argumento
Garfield  debe rescatar a  Odie  en el fin de semana

## Jugabilidad
El juego es un  juego de acción  tipo  sidescrolling  en la que los enemigos puede ser  ratones,  arañas   ,  aves  y otros animales variados.El ataque por defecto de  Garfield  es una patada baja de estilo  judo  que es ejecutado cuando este se encuentre de pie sobre sus patas traseras. También hay varios power-ups que están limitados a la cantidad que  Garfield  tiene la capacidad para recoger.El límite de tiempo evita que los jugadores estén vagando sin rumbo por todo el nivel en busca de power-ups .

## Recepción
Random Access le dio a este videojuego un rango del 13% en su revisión de 2005